# Joanis Dzunis
Joanis Dzunis, gr. Ιωάννης Τζούνης (ur. 13 października 1920 w Bukareszcie, zm. 2007) – grecki polityk, dyplomata i prawnik, poseł do Parlamentu Europejskiego II kadencji, ambasador Grecji w Turcji i Stanach Zjednoczonych.

## Życiorys
Ukończył studia prawnicze na Uniwersytecie Narodowym im. Kapodistriasa w Atenach, następnie rozpoczął karierę w dyplomacji. Zajmował stanowisko attaché w ministerstwie spraw zagranicznych, od 1963 do 1964 pozostawał chargé d'affaires ambasady w ZSRR. Pełnił funkcję ambasadora Grecji w Turcji (ok. 1976) i Stanach Zjednoczonych. W 1974 przejściowo zrezygnował z funkcji w proteście przeciwko polityce czarnych pułkowników wobec Cypru.
W 1984 wybrany posłem do Parlamentu Europejskiego z listy Nowej Demokracji. Przystąpił do Europejskiej Partii Ludowej, od 1985 do 1986 zasiadał w jej prezydium. Został wiceprzewodniczącym Komisji ds. Kwestii Prawnych i Praw Obywatelskich (1986–1987), należał także m.in. do Komisji ds. Kwestii Politycznych oraz Komisji ds. Rozwoju i Współpracy. W 1992 pełnił funkcję wiceministra spraw zagranicznych.
Odznaczony licznymi wyróżnieniami państwowymi: komandor Orderu Feniksa, Orderu Jerzego I, Legii Honorowej, Orderu Narodowy Zasługi (francuskiego), Orderu Zasługi Republiki Włoskiej oraz Order Korony Dębowej; wyróżniony także odznaczeniami rumuńskimi, jugosłowiańskimi i bułgarskimi.